# Sidi Youssef Ben Ali
Sidi Youssef Ben Ali (àrab: سيدي يوسف بن علي, Sīdī Yūsuf ibn ʿAlī; amazic estàndard marroquí: ⵙⵉⴷⵉ ⵢⵓⵙⴼ ⴱⵏ ⵄⵍⵉ, Sidi Yusf Bn ℇli) és un districte urbà (arrondissement) de la ciutat de Marràqueix, dins de la prefectura de Marràqueix, a la regió de Marràqueix-Safi, al Marroc. Segons el cens de 2014 tenia una població total de 122.889 persones.